# Caprella sedovi
Caprella sedovi is een vlokreeftensoort uit de familie van de Caprellidae. De wetenschappelijke naam van de soort is voor het eerst geldig gepubliceerd in 1933 door Gurjanova.